# Beorgs von Uyea

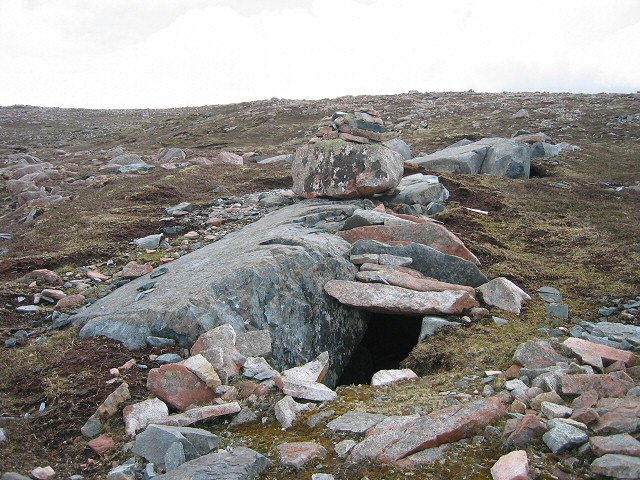
Die neolithische Werkstattgalerie

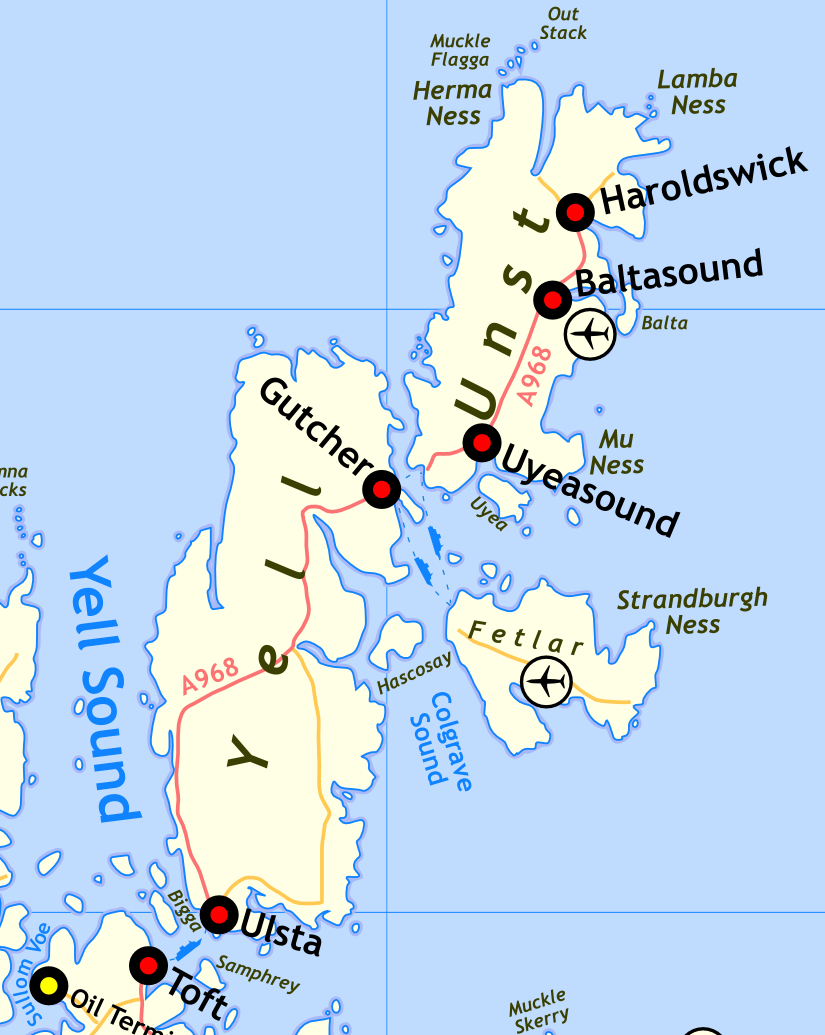
Lage

Ein neolithischer Steinbruch auf den Beorgs von Uyea (Beorg = altnord. Berg; auch Loch Mill genannt), im North-Roe-Gebiet unweit von Sandvoe auf der Gezeiteninsel Uyea der Shetlands in Schottland, ist die Quelle für Äxte, Keulen und Messer, die auf den Inseln des Archipels gefunden wurden. Eine Galerie, die eine neolithische Werkstatt zur Herstellung von Steinwerkzeugen gewesen sein kann, wurde von L. G. Scott im Jahre 1942 gefunden und untersucht und von Charles S. T. Calder (1891–1972) im Jahre 1949 besucht.
Die Galerie war eine Kluft, die an einer Seite von einem Quarz-Feldspat-Porphyr-Felsen gebildet wurde und auf der gegenüberliegenden Seite und an den Enden aus Bruchgestein errichtet war. Sie war in Art eines Souterrains eingetieft und durch Sturzsteine bedeckt, von denen einige verloren gingen, darunter muss auch der ursprüngliche Zugang gewesen sein.
Der Innenraum ist etwa 3,0 m lang, 0,7 bis 1,1 m breit und 0,9 bis 1,2 m hoch. Über einer 10 bis 15 cm dicken Abschlagschicht lagen ein Ambossstein, mehrere Hammersteine und Kernsteine, die dem National Museum of Antiquities of Scotland übergeben wurden. Der Felsen ist zwar eigen in diesem Gebiet, aber P. R. Ritchie und Stuart Piggott stellten 1968 fest, dass der Fels aus den Beorgs von Uyea in Großbritannien nicht einzigartig ist.
Der Hügel, auf dem die Werkstatt liegt, ist vegetationslos und sehr dem Wetter ausgesetzt. Weitere Steinbrüche und Schlagplätze sowie ein kleines, ungewöhnlich gebautes Passage Tomb (etwa 100 m entfernt) liegen in der unmittelbaren Umgebung.
Seit 1992 ist die Anlage als Scheduled Monument geschützt.